# Vagiphantes vaginatus
Vagiphantes vaginatus (Tanasevič, 1983) è un ragno appartenente alla famiglia Linyphiidae.
È l'unica specie nota del genere Vagiphantes.

## Distribuzione
La specie è stata rinvenuta in Asia centrale, sui monti Tien Shan, al confine fra Kazakistan e Uzbekistan.

## Tassonomia
Per la determinazione delle caratteristiche della specie tipo sono tenute in considerazione le analisi sugli esemplari di Lepthyphantes vaginatus Tanasevič, 1983.
Dal 2004 non sono stati esaminati esemplari..